# さらば愛しき大地
『さらば愛しき大地』（さらばいとしきだいち）は、柳町光男監督・脚本による1982年の日本の映画。

## あらすじ
1980年代初めの鹿島臨海工業地帯近くの町。農家の山沢家は長男の幸雄がダンプの運転手として外で働き、両親と妻の文江が農業に従事している。次男・明彦は東京に出て、そのことを恨みに思う幸雄は時折些細なことで暴れだす。
そんな彼の生きがいは幼い二人の息子たちなのだが、二人きりで沼に遊びに出かけボートから転落して命を落とした。身重の文江は嘆き悲しみ、幸雄は怒りを文江にぶつけ、背中に観音像と子どもの戒名を刺青して供養する。
そんな折、幸雄は順子という、かつて明彦の恋人だった女をダンプに乗せてやる。順子は昼間は工場で働き、夜は母の飲み屋を手伝っている。彼女は母親が若い男と出て行ったと打ち明け、寂しさを抱えた者同士で男女の関係が生まれる。二人は同棲を始めるが、妻文江は黙認した。
そして、順子との間には娘が生まれ、実家の文江は第三子を出産していたが、依然として幸雄の二重生活は続いている。だが仕事は減り、その不安と孤独を紛らわすために覚醒剤を常用するようになっていく。
一方、母や兄夫婦を心配して実家に戻った明彦は幸雄が設立した建材業の現場を手伝い、兄の借金返済のために懸命に働く。しかし、覚醒剤で荒んでいく幸雄と、それを説教する堅実な明彦の間には溝が広がり、幸雄は会社も仕事も捨てて逃げ出してしまう。
家計が苦しくなった順子はスナックで働き始め、順子のヒモになった幸雄はますます覚醒剤に溺れていって、幻聴と幻覚に襲われるようになる。順子は仕方なく、結婚を控えた昔の恋人・明彦に金の工面を頼む。大尽は幸雄を医療の手に委ねるよう明彦に進言するが、幸雄の家族は来る結婚式に彼を出席させないと家の面子が立たないと渋る。順子と明彦が会っていると知った幸雄は、それまで鬱積していた弟に対する思いが一気に噴き出す。
明彦の結婚式の日、幻聴や幻覚を抱えた姿で式場に向かった幸雄は、明彦に包丁を突きつけて騒動を起こす。
結婚式に行ったはずの幸雄が自宅で呆けているのを、帰宅した順子が見つけて、クスリをやめるよう哀願するが聞き入れられず、やがて台所に立ち野菜を切り始める。すると幸雄の耳には順子の心の声が幻聴として聞こえてくる。自分に対する恨み、情けない自分を責め立てる声を聞いた幸雄は、突然、順子の背中に包丁を突き刺し、息絶える姿を呆然と眺めた。娘を連れてダンプで逃亡するが、農地で警察に拘束される。
幸一郎、明彦、大尽が刑務所での幸雄との面会から山沢家に戻ると、文江が飼育する子豚たちが脱走し、男たちと文江、二人の子供が追いかけて捕まえる。

## キャスト
- 山沢幸雄：根津甚八
- 順子：秋吉久美子
- 山沢文江：山口美也子
- 順子の母：佐々木すみ江
- 山沢明彦：矢吹二朗
- 大尽：蟹江敬三
- フミ子：中島葵
- 山沢イネ：日高澄子
- 山沢幸一郎：奥村公延
- 山沢竹二郎：草薙幸二郎
- 文江の実兄：松山政路
- 文江の兄嫁：猪俣光世
- 霊媒師：白川和子
- 台湾人の女：岡本麗
- 女子事務員：志方亜紀子
- 生コン会社部長：石山雄大
- 老事務員：港雄一
- 運転手：粟津號
- 銀座の雀の客：三重街恒二

## 製作

### 企画・脚本
監督の柳町光男は、本作の舞台・鹿嶋市がある同じ茨城県出身で、鹿島臨海工業地帯の建設により、農村がどんどん壊され、ダンプカーが走る光景をずっと見ていた。そういうものが映画の舞台としては格好だなと感じプロットは練ってはいた。上手く構成できていないとき、新聞でダンプの運転手が覚せい剤をやって愛人を殺したという記事を見つけ、一気にホンが書けた。映画はその実話とは大分違うという。製作費約5,000万円。

### キャスティング
シナリオを書いている段階でシャブをやるのは蟹江敬三とイメージし、主役のダンプの運転手は体の大きい人にしようと俳優に二人交渉したが断られた。先に女優を決めようと秋吉久美子に交渉。秋吉は、監督直筆の生原稿シナリオを渡され読み終わると、それを胸に抱いて離さず、「私がやります」と出演を熱望した。柳町は「あそこまでいいとは予想しなかった。あれは彼女の力だと思います」と述べている。秋吉なら、惚れるの相手の男はマッチョ系じゃなくてもいいんじゃないか、普通の男でもといいと思ったとき、根津甚八が浮かんだ。

### 撮影
配給は決まっていない状況で、映画の舞台である鹿島町で1981年7月29日クランクイン。スタッフ20数人で、当地の旅館を借り切り、合宿生活を送りながらの撮影。真っ黒に日焼けして野性味を加えて撮影に臨んだ根津甚八は、「柳町監督は年も近いし、一緒にやってて楽しい。役づくりでの苦労は、怒鳴ったり、暴力を振るうシーンが多くて消耗します」などと話した。1981年11月完成予定。

## 興行
柳町光男監督の前作『十九歳の地図』同様に、内容が暗い、救いようがない、地味などと評され、配給会社をたらいまわしになった挙句、1982年のベルリン国際映画祭に正式出品が決まってもダメで、結局買い手が付かず自主上映になった。しかし、こんないい作品を埋もれさせては映画人の恥だと、配給会社の若手宣伝マンやジャーナリストなどが中心となって支援する会を作り、上映機運を盛り上げた結果、岡田茂が社長を務めていた東急レクリエーションが運営する新宿のミニシアター「シネマスクエアとうきゅう」で1982年6月に公開された。結果的に12週上映の大ヒットとなった。この反響を受け、1982年7月以降、名古屋市の毎日地下劇場など各地で順次公開された。

## 評価
ニューヨーク・タイムズのジャネット・マスリンは「平穏さと獰猛さが静かに衝突している」と指摘した上で、本作に好意的な評価を与えた。

## 受賞歴
- 第56回キネマ旬報ベスト・テン - 日本映画第2位[10]
- 第6回日本アカデミー賞
  - 優秀監督賞（柳町光男）[11]
  - 優秀主演男優賞（根津甚八）[11]
  - 優秀助演女優賞（山口美也子）[11]
- 第25回ブルーリボン賞 - 助演女優賞（山口美也子）[12]
- 第37回毎日映画コンクール - 撮影賞（田村正毅）[13]
- 第7回報知映画賞 - 助演女優賞（山口美也子）